# The Chronological Classics: Teddy Wilson and His Orchestra 1936-1937
| Recensione | Giudizio |
| ---------- | -------- |
| AllMusic   | [ 1 ]    |

The Chronological Classics: Teddy Wilson and His Orchestra 1936-1937 è un volume in CD dell'integrale delle master takes incise dal  pianista jazz statunitense Teddy Wilson negli anni indicati. I brani furono originariamente pubblicati su dischi a 78 giri. La collana esclude le alternate takes e le incisioni dal vivo. 

## Tracce
1. You Turned the Tables on Me – 2:52 (Sidney D. Mitchell, Louis Alter) – Registrato il 24 agosto 1936 a Los Angeles, California
2. Sing, Baby, Sing – 2:48 (Jack Yellen, Lew Pollack) – Registrato il 24 agosto 1936 a Los Angeles, California
3. Easy to Love – 3:09 (Cole Porter) – Registrato il 21 ottobre 1936 a New York
4. With Thee I Swing – 3:15 (Al Stillman) – Registrato il 21 ottobre 1936 a New York
5. The Way You Look Tonight – 2:58 (Dorothy Fields, Jerome Kern) – Registrato il 21 ottobre 1936 a New York
6. Who Loves You? – 3:11 (Benny Davis) – Registrato il 28 ottobre 1936 a New York
7. Pennies from Heaven – 3:15 (Johnny Burke, Arthur Johnston) – Registrato il 19 novembre 1936 a New York
8. That's Life I Guess – 3:07 (Sam M. Lewis, Peter DeRose) – Registrato il 19 novembre 1936 a New York
9. Sailin' – 2:48 (Autore sconosciuto) – Registrato il 19 novembre 1936 a New York
10. I Can't Give You Anything But Love – 3:27 (Dorothy Fields, Jimmy McHugh) – Registrato il 19 novembre 1936 a New York
11. Right or Wrong (I'm with You) – 3:21 (Ted Koehler, Sam Howard Stept) – Registrato il 16 dicembre 1936 a New York
12. Where the Lazy River Goes By – 2:48 (Harold Adamson, Jimmy McHugh) – Registrato il 16 dicembre 1936 a New York
13. Tea for Two – 3:10 (Irving Caesar, Vincent Youmans) – Registrato il 16 dicembre 1936 a New York
14. I'll See You in My Dreams – 2:36 (Gus Kahn, Isham Jones) – Registrato il 16 dicembre 1936 a New York
15. He Ain't Got Rhythm – 2:47 (Irving Berlin) – Registrato il 25 gennaio 1937 a New York
16. This Year's Kisses – 3:06 (Irving Berlin) – Registrato il 25 gennaio 1937 a New York
17. Why Was I Born? – 2:50 (Oscar Hammerstein II, Jerome Kern) – Registrato il 25 gennaio 1937 a New York
18. I Must Have That Man! – 2:54 (Dorothy Fields, Jimmy McHugh) – Registrato il 25 gennaio 1937 a New York
19. The Mood That I'm In – 2:59 (Abner Silver, Al Sherman) – Registrato il 18 febbraio 1937 a New York
20. You Showed Me the Way – 2:57 (Ella Fitzgerald, Teddy McRae, Chick Webb, Benny Green) – Registrato il 18 febbraio 1937 a New York
21. Sentimental and Melancholy – 2:35 (Johnny Mercer, Richard A. Whiting) – Registrato il 18 febbraio 1937 a New York
22. (This Is) My Last Affair – 3:03 (Haven Johnson) – Registrato il 18 febbraio 1937 a New York
23. Carelessly – 3:03 (Chales Kenny, Nick Kenny, Norman Ellis) – Registrato il 31 marzo 1937 a New York

## Musicisti
You Turned the Tables on Me / Sing, Baby, Sing

(Teddy Wilson and His Orchestra)
- Teddy Wilson - pianoforte
- Red Harper - voce
- Gordon Griffin - tromba
- Vido Musso - sassofono tenore
- Allan Reuss - chitarra
- Harry Goodman - contrabbasso
- Gene Krupa - batteria
- Lionel Hampton - vibrafono

Easy to Love / With Thee I Swing / The Way You Look Tonight / Who Loves You'

(Teddy Wilson and His Orchestra)
- Teddy Wilson - pianoforte
- Billie Holiday - voce
- Irving Randolph - tromba
- Vido Musso - clarinetto
- Ben Webster - sassofono tenore
- Allan Reuss - chitarra
- Milton Hinton - contrabbasso
- Gene Krupa - batteria

Pennies from Heaven / That's Life I Guess / Sailin' / I Can't Give You Anything But Love

(Teddy Wilson and His Orchestra)
- Teddy Wilson - pianoforte
- Billie Holiday - voce (eccetto brano: Sailin)
- Jonah Jones - tromba
- John Jackson - clarinetto
- Ben Webster - sassofono tenore
- Allan Reuss - chitarra
- John Kirby - contrabbasso
- Cozy Cole - batteria

Right or Wrong (I'm with You) / Where the Lazy River Goes By / Tea for Two / I'll See You in My Dreams

(Teddy Wilson and His Orchestra)
- Teddy Wilson - pianoforte
- Midge Williams - voce (brani: Right or Wrong (I'm with You) e Where the Lazy River Goes By)
- Irving Randolph - tromba
- Vido Musso - clarinetto
- Ben Webster - sassofono tenore
- Allan Reuss - chitarra
- John Kirby - contrabbasso
- Cozy Cole - batteria

He Ain't Got Rhythm / This Year's Kisses / Why Was I Born? / I Must Have That Man!

(Teddy Wilson and His Orchestra)
- Teddy Wilson - pianoforte
- Billie Holiday - voce
- Buck Clayton - tromba
- Benny Goodman - clarinetto
- Lester Young - sassofono tenore
- Freddy Green - chitarra
- Walter Page - contrabbasso
- Joe Jones - batteria

The Mood That I'm In / You Showed Me the Way / Sentimental and Melancholy / (This Is) My Last Affair

(Teddy Wilson and His Orchestra)
- Teddy Wilson - pianoforte
- Billie Holiday - voce
- Henry Allen - tromba
- Cecil Scott - clarinetto, sassofono alto, sassofono tenore
- Prince Robinson - sassofono tenore
- Jimmy McLin - chitarra
- John Kirby - contrabbasso
- Cozy Cole - batteria

Carelessly

(Teddy Wilson and His Orchestra)
- Teddy Wilson - pianoforte
- Billie Holiday - voce
- Cootie Williams - tromba
- Johnny Hodges - sassofono alto
- Harry Carney - clarinetto, sassofono baritono
- Allan Reuss - chitarra
- John Kirby - contrabbasso
- Cozy Cole - batteria[2]